# Stuck (Nouch)
Stuck is een muurschildering op een stenen terreinafscheiding aan de Korte ‘s-Gravesandestraat in Amsterdam-Centrum.

## Achtergrond
Kunstenares Nouch  had net haar Airhead nr. 1 uitgebreid tot Friends part 1 toen ze in 2023 Stuck maakte. Beide versies van eerstgenoemde mural vielen kennelijk in goede aarde, want schuin tegenover Friends part 1 mocht Nouch een stenen terreinafscheiding met Stuck opfleuren. Dat muurtje zorgt voor een overgang tussen de brugleuning en borstwering van de Dorelies Kraakmanbrug naar woningen aan de Korte ’s-Gravesandestraat, hoek Singelgracht. Het stond bekend als een “grafitti-vanger”, een oppervlak dat almaar beklad of beschilderd wordt. Nadeel van het muurtje is dat het 's zomers deels achter groen schuilgaan. 

## Concept
Daar waar Airhead nr. 1 en Airhead nr. 2 verticaal gericht waren, moest Nouch hier een horizontale mural zetten. De kunstenaar omschreef zelf dat ze haar gangbare ontwerp vanwege die horizontale gerichtheid moest loslaten. Ze heeft haar “koppen” hier zonder lichamen weergegeven, net alsof ze elk moment uit het gevangenschap onder het trapvormig muurtje willen breken. Ze zijn als het ware 'stuck':
De weg naar boven en de weg naar beneden zijn gelijk, stelde de Griekse wijsgeer Heraclitus 2600 jaar geleden al vast. Maar of de treden nou omhoog
of omlaag gaan, de Airheads onder deze trap gaan nergens heen. Ze zitten met zijn allen vast op hun plek, op elkaar gepakt, we zien alleen hun koppen, hun ogen die loeren op een kans om weg te komen en vrij door de straten van de stad te dwalen.— Nouch

## Techniek
Nouch schilderde het werk in haar geëigende stijl met airlite, een luchtreinigende verf met daarop lijnen gemaakt uit fijnstof. Het levert tekeningen op die wat weg hebben van tekeningen in Oost-Indische inkt.